# Maekel
Maekel of Maakel (Tigrinya: ዞባ ማእከል, Ma’ĭkel; Arabisch: المنطقة المركزية, Al Awsaţ) is een van de zes regio's van Eritrea. De centrale regio heeft een oppervlakte van 1300 km² en heeft 675.700 inwoners (2005). De hoofdstad is Asmara, dat tevens hoofdstad van het land is.
Maekel · Debub · Gash-Barka · Anseba · Semenawi Keyih Bahri · Debubawi Keyih Bahri